# Santiago do Castelo
Santiago do Castelo era uma antiga freguesia que abrangia a área intramuros do castelo de Montemor-o-Novo.
Estava ao culto ainda em 1863.
A extinta a a sua paróquia foi anexada à de Nossa Senhora da Vila.
O orago era São Tiago.